# Curtonotum fuscipenne
Curtonotum fuscipenne är en tvåvingeart som först beskrevs av Macquart 1843.  Curtonotum fuscipenne ingår i släktet Curtonotum och familjen Curtonotidae. Inga underarter finns listade i Catalogue of Life.